# Mrówka Poznańska
Mrówka Poznańska. Pismo ku użytecznej zabawie rozumu i serca – miesięcznik kulturalny wydawany w Poznaniu w latach 1821–1822. Był kontynuatorem myśli „Pisma Miesięcznego” wydawanego w 1819, które było pierwszym poznańskim czasopismem literackim.
Wydawcą miesięcznika był przedsiębiorca żydowski – Juliusz Adolf Munk, niezrażony niepowodzeniem wydawania „Pisma Miesięcznego”. Redaktorem naczelnym był od 1 stycznia 1821 do 30 czerwca 1822 filolog, wykładowca gimnazjum Marii Magdaleny – Józef Franciszek Królikowski. Dla pisma pozyskano tylko 57 prenumeratorów, co spowodowało niepowodzenie projektu i zamknięcie czasopisma po wydaniu siedmiu numerów. Na łamach „Mrówki” publikowano zarówno teksty polskie, jak i zagraniczne. Mimo krótkiego okresu istnienia czasopismo odegrało ważną rolę w walce o poziom rozwoju języka polskiego, ugruntowanie świadomości narodowej i podniesienie ogólnego poziomu kulturalnego polskiej ludności Wielkiego Księstwa Poznańskiego. Na łamach pisma publikowali m.in.: Jan Gorczyczewski, Jerzy Samuel Bandtkie, Krzysztof Arciszewski, Jan Samuel Kaulfuss, Józef Maksymilian Ossoliński, Ludwik Kropiński, Tomasz Kantorbery Tymowski i Paweł Czajkowski.